# Hari Seldon
Hari Seldon é o personagem central da série de ficção científica Fundação, de Isaac Asimov.
Na série fundação, Hari Seldon cria uma nova ciência, a Psico-história, fundamentada na psicologia e na estatística, permitindo-lhe predizer o futuro em termos de probabilidades, onde seu principal postulado afirmava que um único indivíduo seria imprevisível, porém uma massa humana de bilhões de indivíduos seria altamente previsível. Na realidade, ele só protagoniza o primeiro conto da coleção inicial Fundação, e Prelúdio da Fundação, escrito posteriormente por Asimov, apesar de aparecer nos demais em uma gravação holográfica, e aparece algumas vezes, em mensagens pré-regravadas para revelar as Crises Seldon. Assim Hari Seldon consegue prever a derrocada do império galático, e cria assim um plano para diminuir o período em que a humanidade mergulharia numa "era de trevas". Sua profecia sobre a eventual queda do Império Galático, é a razão por trás de seu apelido, Corvo Seldon.
Após os cinco romances iniciais da série, Asimov produziu duas prequelas, contando a história da vida de Seldon: Prelúdio à Fundação e Forward the Foundation, lançado no Brasil com o nome Crônicas da Fundação.

## História
Nasceu no ano 11.988 da Era Galáctica (-79 da Era da Fundação (E.F.)), no planeta de Helicon, e morreu no ano 12.069 da Era Galáctica (1 E.F.).
Ele mostra habilidades matemáticas incríveis, bem cedo na infância. Ele também aprende artes marciais em Helicon, o que o ajudará mais tarde em Trantor, e a principal delas sendo a Heliconian Twisting (uma forma de partes iguais de Jiu Jitsu, Krav Maga, e uma luta-livre de submissão). Helicon, é dito ser "menos notável por seus matemáticos, e mais ainda por suas artes marciais" (Prelúdio da Fundação). Seldon recebe um PhD em Matemática por seu trabalho sobre turbulência na Universidade de Helicon. Lá, ele se torna professor assistente, especializado em análises matemáticas sobre estruturas sociais.

## Influência contemporânea
O historiador Ian Morris discutiu a aplicabilidade e a inspiração de Hari Seldon para estatísticas e previsões. O nome de Hari Seldon é citado em um artigo no The Economist que discute o uso de estatísticas em epidemiologia, o processo pelo qual as sociedades mudam o pensamento político coletivo e "um modelo geral de computador da sociedade". Seldon também é muitas vezes nomeado na pesquisa como um ponto de referência literário metafórico.